# Christopher Cradock
Christopher Georg Francis Maurice Cradock, född 2 juli 1862 i Yorkshire, död 1 november 1914 i Coronel, Chile, var en brittisk sjömilitär.
Cradock inträdde vid flottan 1875, blev kommendör 1900 och konteramiral 1910. Vid första världskrigets utbrott fick Cradock befälet över den brittiska eskadern i Stilla havet och blev där besegrad av den tyska eskadern i sjöslaget vid Coronel 1 november 1914, där han följde sitt flaggskepp i djupet.